# Аеройонотерапія
Аероіонотерапія — фізіотерапевтичний метод, що полягає у використанні з лікувально-профілактичною метою певних частинок — аероіонів, які містяться у повітрі і є носіями електричних зарядів.
Такі частинки з'являються в атмосфері під впливом радіоактивного випромінювання ґрунту, космічного проміння та електричних розрядів.  Дія аероіонів на організм залежить від їх кількості й електричної природи.  Аероіони подразнюють сприймаючі нервові апарати легень, а також надходять у кров, де віддають свої електричні заряди її елементам. Корисно впливають на організм лише аероіони, які несуть негативний електричний заряд (т. з. легкі іони).
Аероіони, що є носіями позитивних зарядів (важкі іони), діють шкідливо.
Атмосферне повітря, залежно від умов місцевості, має різний аероіонний склад. Найбільша кількість легких іонів (25 тис. в 1 см3 і більше) — у повітрі гірських та приморських районів; у повітрі великих міст — у середньому від 40 до 400 легких аероіонів в 1 см3. Кількість важких іонів при цьому може досягати багатьох тисяч.
Для штучного збільшення в повітрі кількості легких аероіонів застосовують спеціальні прилади — генератори іонів (аероіонізатори), які бувають електричні, гідродинамічні або радіоактивні. Аероіонотерапія дає ефект при лікуванні захворювань серцево-судинної і дихальної систем (зокрема — бронхіальної астми, коклюшу), гіпертонічної хвороби, виразкової хвороби шлунка тощо. Певні перспективи має застосування аероіонотерапії для запобігання багатьом хворобам.  На гігієнічне значення аероіонів вперше звернув увагу харківський гігієніст  І. П. Скворцов (1899).